# Instituto de Cultura de Barcelona
El Instituto de Cultura de Barcelona (en catalán, Institut de Cultura de Barcelona; ICUB) fue creado el 1996 por el Ayuntamiento de Barcelona con el objetivo de situar la cultura de Barcelona cómo uno de los principales activos del desarrollo y de la proyección de la ciudad, a través de la gestión de los equipamientos y los servicios culturales municipales, y de promover y facilitar la emergencia y la consolidación de las múltiples plataformas y proyectos culturales de iniciativa privada a la ciudad. Este objetivo central se basa en la línea del Plan Estratégico del sector cultural de la ciudad.

## Trayectoria

### 1996

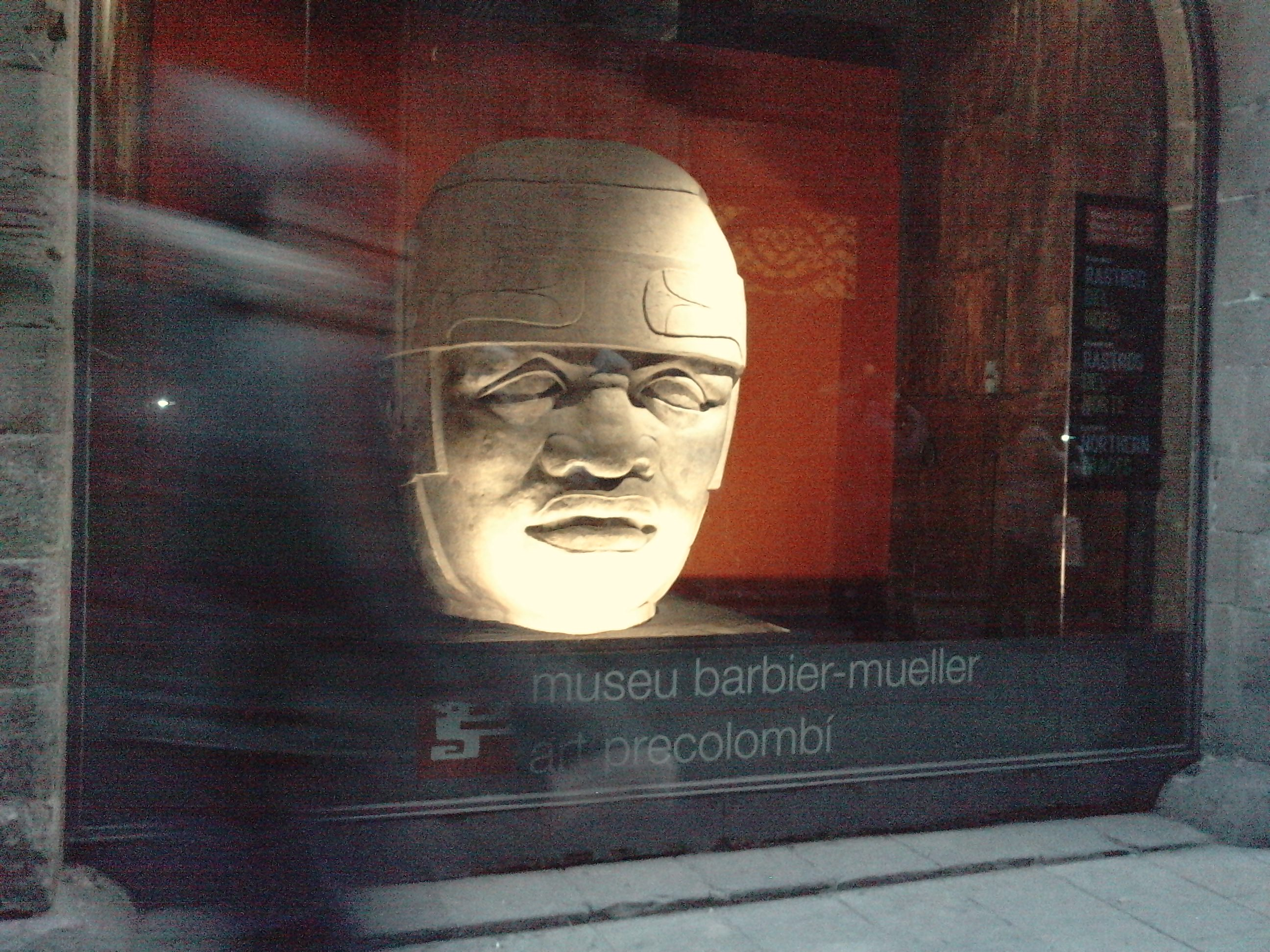
El Museo Barbier-Mueller fue activo entre 1997 y 2012

Marca el inicio de las actividades culturales de la ICUB. Con sede al Palacio de la Virreina, el instituto nació con la voluntad de  dinamizar la cultura en la ciudad, creando y produciendo actividades, y apoyando a varias iniciativas ciudadanas.
Durante su primer año de vida, varios espacios de la ciudad dedican exposiciones a los principales artistas de tendencias y disciplinas diferentes: Andy Warhol, Tom Wesselmann, Francis Picabia, Pablo Ruiz Picasso, Vasili Kandinski, Antoni Miralda o Ferran García Sevilla,  son ejemplos. También, los equipamientos escénicos presentan obras muy diversas, de Roberto Gerhard en el marco de su centenario, de La Fura dels Baus, de Footsbarn Travelling Theatre, de Mal Pelo y de Lanònima Imperial, y tienen lugar actuaciones de Lyam O'Flynn, Jackson Browne, Maria del Mar Bonet, Tete Montoliu y Tom Jobim-Morelenbaum Quinteto, entre otros. También este año se celebraron, por primera vez, la Fiesta de la Música y el Festival LEM. Y paralelamente a todo este marco, tres espacios culturales continuaron sus obras arquitectónicas: se rehabilitó Palau Nadal para acoger el entonces futuro Museo Barbier-Mueller de arte precolombino, se construyó El Auditorio y se reconstruye el Gran Teatro del Liceo.
Aquel mismo año se llevó a cabo la presentación del plan Barcelona, ciudad de museos; la creación de la oficina Barcelona Platón Film Comission para promover una ciudad cinematográfica, la sensibilización de los barceloneses para recuperar la destruida biblioteca de Sarajevo y la coordinación y celebración de varios congresos culturales.

### 1997
Se inauguraron las instalaciones del Archivo Histórico de la Ciutat de Barcelona en la remodelada Casa de la Ardiaca, y se inauguró el Museo Barbier-Mueller de Arte Precolombí y el Teatro Nacional de Cataluña. También se inauguró Sala Sebastià Gasch en el Mercado de las Flores y el espacio Hangar de fomento de la creación artística en el Poblenou. Companiyes destacadas de teatro presentaron obras a la ciudad, como Dagoll Dagom, Los Juglares, La Fura dels Baus y Carles Santos, y el Sónar se empezó a consolidar como referente europeo de música electrónica. 
En cuanto a exposiciones, destacan las dedicadas en Santiago Rusiñol al Museo de Arte Moderno, la antológica de Leopold Pomés al Palacio de la Virreina, o las de Alexander Caldero y Peter Greenaway a la Fundación Joan Miró.
Otros acontecimientos a destacar son la celebración del Festival Internacional de Cine Independiente de Barcelona y el inicio de obras del nuevo Jardín Botánico en 14 hectáreas del Parque de Montjuic. Aquel año el Piromusical de las Fiestas de la Merced se dedicó a los Duques de Palma con ocasión de su casamiento.

### 1998
Se abrieron al público 4.000 m² del subsuelo arqueológico del Museo de Historia de la Ciutat, posibilitando la visita a los restos romanos de la antigua Barcino. Destacó la exposición sobre Egon Schiele al Museo Picasso, que aquel año anexó los palacios Mauri y Ventanas para dar cabida al incremento de visitantes. Otras exposiciones destacadas fueron las de René Magritte, Eudald Serra, Gaspar Homar, Eulàlia Valldosera, Dan Graham, Miquel Barceló o Eduardo Chillida, entre otros. Precisamente, el MACBA instala a su exterior el mural cerámico Barcelona, creado por este último artista.
La música también tuvo un protagonismo destacado. Además de los festivales consolidados como el Sónar (con cerca de 39.000 asistentes), la Fiesta de la Música (con cerca de 48.000 asistentes) o los 139 espectáculos de teatro, música y danza del Festival de verano de Barcelona Griego. Visitaron la ciudad músicos como Rolling Stones, Eric Clapton, Depeche Modo, Prince o Lou Reed, entre otros. El mismo año se aprobó el Plan de Bibliotecas con el horizonte 2010. y se presentó el Diagnóstico del Sector Cultural de Barcelona.

### 1999
Se abren dos equipamientos que tienen un peso específico en el desarrollo musical de la ciudad. Por un lado, se inaugura el Auditorio, suyo definitiva de la Orquesta Sinfónica de Barcelona y Nacional de Cataluña y del Museo de la Música. Por la otra, se re inaugura el Gran Teatro del Liceo al emplazamiento donde existió.
Otras inauguraciones de este año corresponden a la Fundación Francisco Godia al Ensanche; el Jardín Botánico en Montjuic; el Museo Picasso con la ampliación de sus espacios; el Museo Frederic Marino con una sala de exposiciones temporales y la apertura del Estudio-biblioteca de Marino; y se inauguran dos nuevos centros en los distritos, el Centro Cívico Pere Quart a Las Cortes y el Centro Garcilaso a Santo Andreu. 
Esta bonanza coincide con las producciones musicales anuales: el Sónar se desdobla al CCCB y al Pabellón de la Mar Bella, y el Festival Griego recibe la asistencia de cerca de 180.000 espectadores a los espectáculos de teatro, música y danza.
Entre los cantantes y músicos que actuaron en Barcelona hay que destacar, en clásica, a Dimitri Bashkirov, Grigory Sokolov y Jordi Savall; y en música pop rock a Bruce Springsteen, Backstreet Boys, Metallica, Mike Olfield, Van Morrisson, Kiko Veneno y Raimundo Amador, entre otros muchos.
Se presentó el Plan estratégico del Sector Cultural de Barcelona, se constituyó el Consorcio Organizador del Foro Universal de las Culturas y la de la Fundación Joan Brossa, así como la presentación del Proyecto Ciutat del Teatro. El año acabó con el Hombre del Milenio, un espectáculo de la Fura dels Baus que reunió más de 20.000 personas a la plaza de Cataluña.

### 2000
Fue un año de una densa actividad cultural en Barcelona, donde se incorporó un centro formativo a la red de equipamientos de la ciudad: la sede del Instituto del Teatro. Este espacio, dedicado a la formación de profesionales de teatro y danza en todas sus especialidades, se inauguró en un edificio de nueva planta en Montjuic, como una de las piezas claves de la semillas futura Ciutat del Teatro.
Se celebraron los 25 años de la Fundación Joan Miró y el Año Lluís Domènech y Montaner con ocasión del 150è centenario del nacimiento del arquitecto modernista. En cuanto a exposiciones de arte, pudieron verse a la ciudad exposiciones y/u obras de Miquel Barceló, Renée Green, Michelangelo Pistoletto, Andy Warhol, Sigmar Polke, Philippe Thomas, Öyvind Falhström, Robert y Sonia Delaunay, Mark Rothko Francesc Català-Roca, Yann Arthus-Bertrand o Isidre Nonell, a quienes se le dedicó una exposición antológica. Se recuperó el fondo fotográfico de Frederic Ballell.

### 2001
Se inauguró la sede del Teatro Libre al antiguo Palacio de la Agricultura de Montjuic, se reinaugurà el Teatro Ovidi Montllor al Instituto del Teatro, la Fundación Joan Miró inauguró la ampliación de su sede, se inauguró el Barcelona Teatro Musical y se abrieron tres nuevas bibliotecas: la Biblioteca del Pueblo-seco Francesc Boix, la reformada Biblioteca de Montbau-Albert Pérez Barón y la Biblioteca de la Barceloneta-La Fraternidad. Durante este año el Ayuntamiento de Barcelona adjudicó al equipo MBM arquitectos el proyecto arquitectónico del DHUB Barcelona, el edificio situado en la plaza de las Glorias Catalanas y que acogería el Museo del Diseño, entre otras instituciones. Este año también se celebró el Año Josep Puig y Cadafalch y el 600 cumpleaños de la creación del Hospital de la Santa Cruz y San Pablo.

### 2002
La Ciutat conmemoró el 150è cumpleaños del nacimiento del arquitecto Antoni Gaudí con un amplio programa de actividades. destacaron las exposiciones Gaudí, la investigación de la forma al Salón del Tinell, Universo Gaudí al CCCB, la Serie Gaudí, de Joan Miró a la Fundación Joan Miró y la apertura del Centro de Acogida e Interpretación del Parque Güell. También se celebró el Año Verdaguer. Fue el año que se inauguró el Caixaforum y la Biblioteca Vila de Gràcia, la Biblioteca de Collserola-Josep Miracle y la ampliación de la Biblioteca Can Fabra-Ignasi Iglésias. La ciudad también acogió varias conferencias culturales y sociales y destaca el eco mediático que tuvieron la celebración de los premios MTV Europe 2002 que se libraron en el Palau Sant Jordi en una ceremonia con 13.000 asistentes, más de 700 medios de comunicación acreditados y retransmitida en directo por una audiencia de 1.000 millones de personas.

### 2003
El 2003 se celebró el Año del Diseño, una iniciativa impulsada por el Ayuntamiento de Barcelona y el Fomento de las Artes Decorativas en el marco del centenario de esta institución, donde se implicaron más de 600 instituciones, desde museos a galerías de arte, universidades y bibliotecas, entre otros. También se celebró el Año Dalí con ocasión del centenario de su nacimiento. Se inauguraron 2 nuevas bibliotecas: la Biblioteca Fuerte Pío en el Distrito del Ensanche y la Biblioteca Juan Marsé-El Carmel al Distrito de Horta-Guinardó. También abrió las puertas la Casa Asia en el Palacio del Barón de Quadras, y el Museo de Historia de la Ciudad inauguró unas nuevas salas destinadas en exposiciones temporales en la Casa Padellás. Se inauguraron los Jardines Joan Brossa y el Instituto Botánico estrenó nueva sede en la montaña de Montjuic.
Ya el 2003 se creó la comisión para desarrollar el proyecto del Centro Cultural del Borne, y a la ciudad se pudieron ver obras o exposiciones de Joaquín Torres García, Mariano Fortuny, Óscar Tusquets, Eduardo Chillida, Fernand Léger, Jan Fabre, Steve McQueen o los maestros de la pintura gótica hispanoflamenca, entre otros muchos. Spencer Tunick retrató desnudadas más de 7.000 personas en Montjuic, batiendo el récord de participantes en esta obra fotográfica colectiva.

### 2004
El 2004 tuvo lugar en Barcelona el Foro Universal de las Culturas, se inauguró Cosmocaixa, el renovado Museo de la Ciencia de la Fundación ”La Caixa” y se abrieron al público todas las salas del MNAC. Se comenzó un periodo de renovación del Palacio de la Música Catalana. Se celebraron los 25 años del Taller de Músicos, los 10 años del CCCB y los 75 años de la construcción del Pabellón Alemán de la Exposición Internacional de 1929.

### 2005
El 2005 fue el Año del Libro y la Lectura, donde se organizaron más de 1.900 actividades, protagonizadas por más de 8.500 colaboradores y una participación de más de 2,5 millones de personas. La celebración dejó un doble legado: el Encuentro de Novela Negra y el festival Mundo Libro. Se inauguró la Biblioteca Jaume Fuster en el Distrito de Gracia con una superficie total de 5.636 m² destinados a la formación y al ocio de los ciudadanos.
También fue el año de creación de la Fundación Barcelona Cultura, pensada para proporcionar al sector empresarial de la ciudad un canal permanente para participar, impulsar y apoyar a las actividades culturales barcelonesas. Finalmente, en el calendario de la ciudad continuaron programas ya consolidados, como el Festival Griego, las Fiestas de la Merced, la Semana de Poesía y los programas de carácter tradicional, como la Cabalgata de Reyes, las Fiestas de Santa Eulalia o Carnaval, entre otros.

## Servicios
Se atiende e informa a las personas interesadas en la cultura, sean de la ciudad o de fuera, y se ofrece la visita a los museos municipales de Barcelona. Los principales servicios que se ofrecen son:
- Alquileres y cesiones de espacios gestionados por el ICUB
- Otorgamiento de subvenciones en el ámbito de la cultura
- Servicios de atención e información cultural 
- Asesoramiento para los rodajes en Barcelona 
- Acceso a los fondos de los museos gestionados por el ICUB